# وازي (مازو)
وازي (بالفارسية: وازی) هي قرية تقع في قسم مازو الريفي، بمقاطعة أنديمشك التابعة لمحافظة خوزستان، إيران. يقدر عدد سكانها بـ 25 نسمة حسب الإحصاء السكاني الذي تمّ في عام 2006.